# Нагасакі (аеропорт)

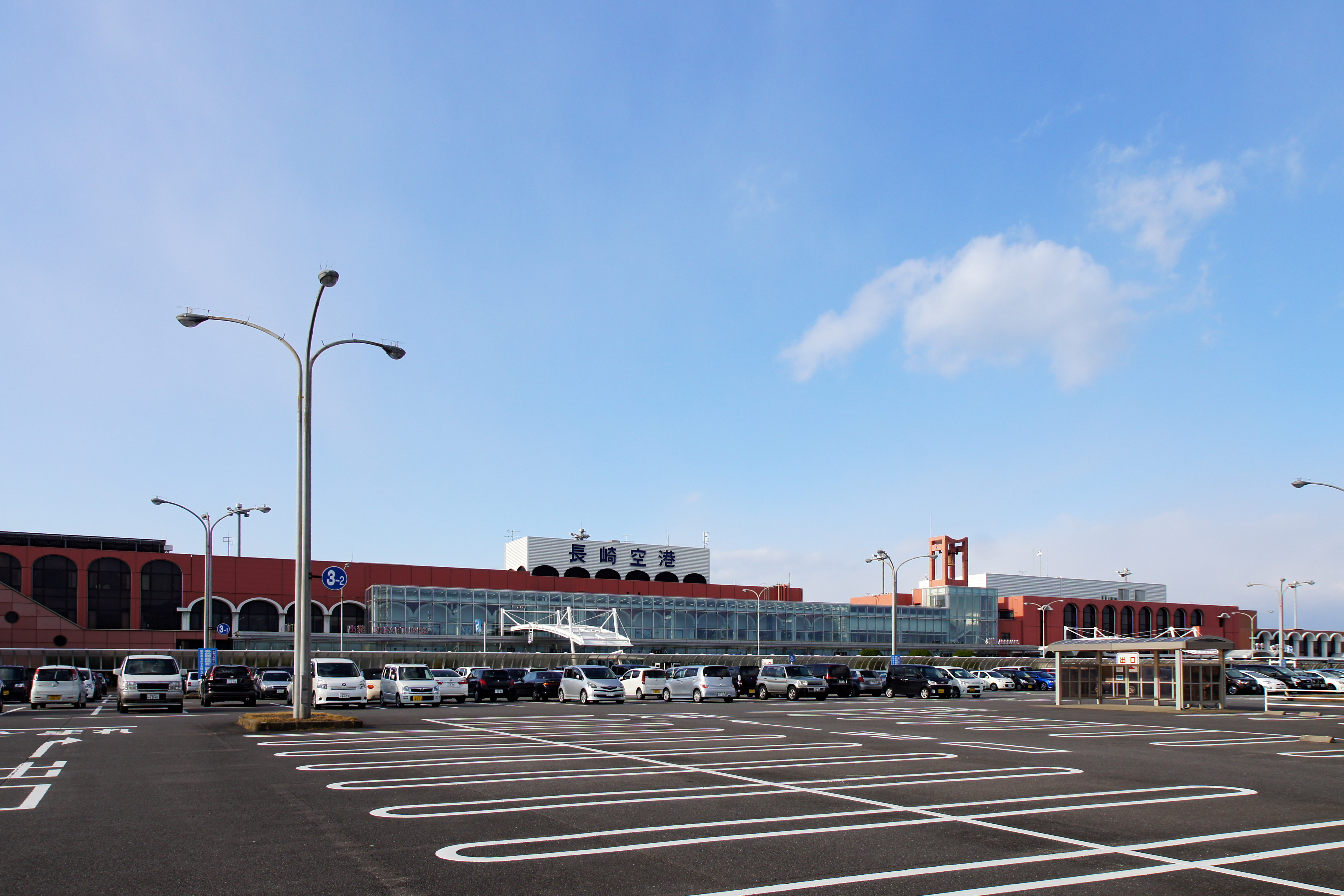
Terminal building

Аеропорт Нагасакі (яп. 長崎空港, ながさきくうこう, Нагасакі куко; англ. Nagasaki Airport) — державний вузловий міжнародний аеропорт в Японії, розташований в місті Омура префектури Нагасакі. Розпочав роботу з 1960 року. Початково називався Аеропорт Омура, проте 1975 року змінив назву на сучасну. Спеціалізується на внутрішніх та міжнародних авіаперевезеннях.